# Conus daucus
Conus daucus е вид охлюв от семейство Conidae. Възникнал е преди около 2,59 млн. години по времето на периода неоген. Видът не е застрашен от изчезване.

## Разпространение и местообитание
Разпространен е в Американски Вирджински острови, Ангуила, Антигуа и Барбуда, Аруба, Барбадос, Бахамски острови, Белиз, Бонер, Британски Вирджински острови, Венецуела, Гваделупа, Гватемала, Гренада, Доминика, Доминиканска република, Кайманови острови, Колумбия, Коста Рика, Куба, Кюрасао, Мартиника, Мексико (Кинтана Ро и Юкатан), Монсерат, Никарагуа, Панама, Пуерто Рико, Саба, САЩ (Флорида), Свети Мартин, Сейнт Винсент и Гренадини, Сейнт Китс и Невис, Сейнт Лусия, Сен Бартелми, Сен Естатиус, Синт Мартен, Тринидад и Тобаго, Търкс и Кайкос, Хаити, Хондурас и Ямайка.
Обитава пясъчните и скалисти дъна на океани, морета, рифове и реки. Среща се на дълбочина от 16 до 37,5 m, при температура на водата от 25,3 до 27,1 °C и соленост 34,4 – 35,1 ‰.